# Arrephorion
Das Arrephorion, das Wohnhaus der Arrephoren, war eines der Gebäude auf der Athener Akropolis. Pausanias legt im Rahmen seiner Beschreibungen zum nordwestlich des Erechtheions gelegenen Areals folgendes dar:

„Was mich aber am meisten in Staunen versetzte, ist nicht allen bekannt, und ich will daher berichten, was geschieht. Nicht weit vom Tempel der Polias entfernt wohnen zwei Jungfrauen, die die Athener Arrhephoroi nennen. Diese halten sich einige Zeit bei der Göttin auf, und wenn die Zeit des Festes kommt, tun sie in der Nacht folgendes. Sie setzen sich auf den Kopf, was ihnen die Priesterin der Athena zu tragen gibt, und dabei weiß diese nicht, was sie ihnen gibt, und die es tragen, wissen es auch nicht, und nicht weit entfernt ist in der Stadt ein Bezirk der Aphrodite in den Gärten, zu dem ein natürlicher unterirdischer Gang führt. Dorthin steigen die Jungfrauen hinab. Unten lassen sie, was sie getragen haben, und erhalten dafür anderes und bringen es verdeckt. Und diese entlassen sie nun von da an und führen statt ihrer andere Jungfrauen auf die Burg.“

Auch ein bei Plutarch überlieferter Ballspielplatz der Arrephoren wird im Zusammenhang mit ihrem „Wohnhaus“ stehend gesehen.
Wilhelm Dörpfeld identifizierte in den 1920er Jahren als erster die Fundamente eines Gebäudes im betreffenden Bereich als zum Arrephorion gehörig. Vor allem die unmittelbare Lage an einem in die Unterstadt führenden Felsspalt stützt in Kombination mit der Aussage des Pausanias diese Deutung.
Das aus einheitlichen Kalksteinquadern gebildete und mehrere Lagen hoch erhaltene Fundament gründet auf dem Burgfels nahe der nördlichen Akropolismauer. Lediglich die Nordwest-Ecke des Fundamentes wird durch eine mittelalterliche Treppe gestört. Die Dimensionen des Gebäudes erreichten bei nicht ganz gegebener Regelmäßigkeit einen fast quadratischen Grundriss von 12,20 Meter Seitenlänge. Die Fundamentstreifen waren hierbei 1,90–2,00 Meter breit. Ein mit 1,30–1,40 Meter etwas schmalerer Fundamentstreifen teilt das Gebäude in eine etwa 4,40 Meter tiefe Vorhalle und einen 8 Meter tiefen, quer rechteckigen Innenraum.
Aufgrund der Werktechnik und der direkten baulichen Beziehung zum nahe gelegenen Erechtheion – das Gelände zwischen beiden Bauten wurde zum Niveauausgleich mit dem Ziel eines einheitlichen Laufhorizontes um drei Meter aufgefüllt – wird das Fundament in das letzte Viertel des 5. Jahrhunderts v. Chr. datiert. Wegen unsachgemäßer Ausgrabungen im 19. Jahrhundert fehlen weitere Datierungsgrundlagen.
Die Rekonstruktion der aufgehenden Architektur ist umstritten. Ging Dörpfeld noch von einer nach Süden gerichteten Front mit zwei Säulen zwischen Anten aus – eine Mutmaßung, die wirksam in letzter Zeit wieder aufgegriffen wurde –, rekonstruierte man später vier Säulen zwischen den Anten. Da weitere viersäulige Antenbauten jedoch nicht bekannt sind, wurde zuletzt eine Rekonstruktion mit sechssäuliger prostyler Vorhalle vorgeschlagen. Wegen der starken Fundamentbreiten ist von einem Stufenunterbau, einer Krepis, auszugehen, auf dem das eigentliche Gebäude stand. Über der sechssäuligen, prostylen Vorhalle kann sich nur ein Giebel mit entsprechendem Dach erhoben haben. Ältere Rekonstruktionen mit einem Walmdach wären demnach zu verwerfen. Welcher Säulenordnung der Bau war, ist ungeklärt. Eine ionische Ordnung ist zu erwägen, obgleich die meisten vorliegenden Rekonstruktionen eine dorische Ordnung unterstellen.